# Kader Abdolah
Kader Abdolah (în persană: قادر عبدالله , n. 12 decembrie 1954) este un scriitor, poet și jurnalist neerlandez, de origine iraniană. A scris cărți și multe articole în neerlandeză și este celebru pentru influențele de natură persană din lucrările sale. Apare în mod regulat pe posturile de televiziune din Țările de Jos.
Kader Abdolah este pseudonimul lui Hossein Sadjadi Ghaemmaghami Farahani (în persană: حسین سجادی قائم‌مقامی فراهانی).

## Biografie
Kader Abdolah s-a născut în data de 12 decembrie 1954 în Arak, Iran.
Kader Abdolah a studiat fizica la Universitatea de Științe din Arak. Scriitorul a făcut parte din mișcarea de rezistență, mai întâi, împotriva șahului Mohammed Reza Pahlavi, mai apoi, împotriva regimului lui Khomeini. A părăsit Iranul în 1985, căutând azil politic în Occident.
În anul 1988 s-a stabilit în Delft, Olanda, scriind sub pseudonimul, compus din prenumele a doi prieteni, care au fost executați în timpul regimului lui Khomeini.
Romanul său Het huis van de moskee (La porțile moscheii) a fost un best-seller, reprezentând biletul de intrare al scriitorului în literatura contemporană .

## Opera
- 1993 - De adelaars
- 1995 - De meisjes en de partizanen
- 1997 - De reis van de lege flessen
- 1998 - Mirza
- 2000 - Spijkerschrift
- 2001 - De koffer
- 2001 - Een tuin in zee
- 2002 - Kélilé en Demné
- 2002 - Sophia's droë vrugte
- 2003 - Portretten en een oude droom
- 2003 - Karavaan
- 2005 - Het huis van de moskee
- 2008 - De boodschapper en de Koran